# Live Anywhere
Live Anywhere é uma iniciativa criada pela Microsoft para levar a jogabilidade em tempo real entre as pessoas para uma variedade de plataformas e equipamentos, incluindo o Xbox, Xbox 360, Windows Vista, Windows Mobile, Zune, entre outros.

## Plataformas
| Platforma         | Lançamento           |
| ----------------- | -------------------- |
| Xbox              | 15 de novembro, 2002 |
| Xbox 360          | 22 de novembro, 2005 |
| Windows Vista PCs | 22 de maio, 2007     |
| Windows Phone 7   | 21 de outubro, 2010  |

## Serviços
- Uma única identidade Gamertag para todas as plataformas. (Chamada de Windows Live ID)
- Chat entre pessoas de mesmas ou diferentes plataformas.
- Caixa de mensagem e lista de amigos.
- Microsoft Points (Download de jogos e bônus).
- Jogabilidade entre plataformas diferentes.

## Disponibilidade
De momento, Live está disponivel em 37 países, com a adição de mais em vista.
- Áustria
- Austrália
- Brasil
- Bélgica
- Canadá
- China
- Chile
- República Tcheca
- Colômbia
- Dinamarca
- El Salvador
- Finlândia
- França
- Alemanha
- Hong Kong
- Irlanda
- Índia
- Itália
- Japão
- Coreia do Sul
- México
- Holanda
- Nova Zelândia
- Noruega
- Filipinas
- Portugal
- Porto Rico
- Singapura
- Eslováquia
- África do Sul
- Espanha
- Sri Lanka
- Suécia
- Suíça
- Taiwan
- Reino Unido
- Estados Unidos
- Venezuela
- Zimbabwe